# Donja Vrba
Donja Vrba es una localidad de Croacia situada en el ejido del municipio de Gornja Vrba, condado de Brod-Posavina. Según el censo de 2021, tiene una población de 523 habitantes.

## Geografía
Está ubicada a una altitud de 88 m s. n. m., a 202 km de la capital nacional, Zagreb.

## Demografía
| Gráfica de población de Donja Vrba 1857-2011                        |
|                                                                     |
| Según los censos de población de la oficina estadística de Croacia. |